# HMS Superb (1907)
 (décembre 2023).
Si vous disposez d'ouvrages ou d'articles de référence ou si vous connaissez des sites web de qualité traitant du thème abordé ici, merci de compléter l'article en donnant les références utiles à sa vérifiabilité et en les liant à la section « Notes et références ».
Pour les autres navires du même nom, voir HMS Superb.
Le HMS Superb est un dreadnought de la classe Bellerophon construit pour la Royal Navy.

## Histoire
Il passe toute sa carrière assignée à la Home Fleet et la Grand Fleet. En plus de participer à la bataille du Jutland en mai 1916 et à l'engagement du 19 août 1916 (en), son service pendant la Première Guerre mondiale consiste généralement en des patrouilles de routine et de formation en mer du Nord.
Le Superb est transféré à la Mediterranean Fleet en octobre 1918 et en devient son navire amiral. Il aide les forces alliées en mer Méditerranée et dans la mer Noire après la fin de la guerre en novembre.
Le navire est jugé obsolète et est affecté à la réserve quand il retourne au Royaume-Uni au début de l'année 1919 et a ensuite été utilisé comme navire d'entraînement. Le Superb est utilisé pour des tests d'artillerie en 1920 et devient ensuite un navire cible en 1922. Le navire a été vendu pour la ferraille en fin d'année.